# 種族同盟
『種族同盟』（しゅぞくどうめい）は、松本清張の短編小説。『オール讀物』1967年3月号に掲載され、1968年7月に中短編集『火と汐』収録の1作として、文藝春秋（ポケット文春）から刊行された。
『黒の奔流』のタイトルで1972年に松竹で映画化、また3度テレビドラマ化されている。

## あらすじ
新宿のバーのホステス・杉山千鶴子が、東京の西の外れの渓谷で殺された。被害者のペンダントを所持していたことが決め手となり、死体発見現場から2キロほど離れた旅館の番頭・阿仁連平が逮捕・起訴された。わたしは、同僚の楠田弁護士に頼まれ、阿仁の弁護人を引き受けた。助手の岡橋由基子からこれは無罪かもしれないと言われ、俄然やる気の出たわたしは、由基子とともに、阿仁の無罪証明に挑戦する。

## エピソード
- 著者は本作について「外国の犯罪実話からヒントをとった。小説の前半はそうだが、後半は法廷で「助けてやった被告」に弁護士が逆に脅迫される話にした。有能な弁護士は、その有能なるために法廷での弁護技術で、犯行者を無罪にすることもないではあるまい。この作中の弁護士のことは続篇を書くつもりでいたが、そのままになってしまった。しかしこれはこれで独立した短篇である」と記している[1]。

## 映画
映画タイトル『黒の奔流』。1972年9月9日に松竹系にて公開された。原作の語りは一人称の「私」の視点から描かれているが、本映画では、弁護士の名前を矢野武とした上で、貪欲な野心家として性格付けられている。殺人事件の容疑者は、原作では男性であるが、本映画では女性の貝塚藤江とされ、また主人公の結婚相手の設定を加えるなど、原作とは人物関係が変更されている。ラストの落ちも原作とは異なる。現在はDVD化されている。

### ストーリー
多摩川に面した渓谷沿いの旅館の女中・貝塚藤江は、宿泊していたコンツェルンの御曹司を崖から突き落とした容疑で逮捕された。裁判所を訪れた弁護士の矢野武は、恩師の若宮弁護士を介して、この事件の国選弁護人となる。矢野は、敗色濃厚と思われた事件を逆転無罪に持ち込めば、一躍弁護士としての名声が上がり、若宮の娘・朋子をものにできるのではないか、という野心を抱いていた。矢野は助手の岡橋由基子と共に事件を調査、やがて有力な証拠・証人が見つかり、ついに藤江の無罪判決を勝ち取る。メディアから賞賛を浴びる一方、朋子との結婚話も進む矢野。他方、藤江は矢野の事務所に勤め始めたが・・・。

### キャスト
- 山﨑努（矢野武）
- 岡田茉莉子（貝塚藤江）
- 谷口香（岡橋由基子）
- 松村達雄（若宮正道）
- 福田妙子（若宮早苗）
- 松坂慶子（若宮朋子）
- 中村伸郎（北川大造）
- 中村俊一（楠田誠次）
- 穂積隆信（阿部達彦）
- 玉川伊佐男（弁護士・三木）
- 佐藤慶（検事・倉石）
- 河村憲一郎（裁判長・松本）
- 加島潤（判事・細川）
- 小森英明（判事・竹内）
- 岡本茉利（太田美代子）
- 菅井きん（杉山とく）
- 金子亜子（とくの娘）
- 伊藤幸子（今村カツ子）
- 谷村昌彦（タクシー運転手）
- 生井健夫（弁護士）
- 石山雄大（弁護士）
- 久保晶（弁護士）
- 水木涼子（小坂清子）
- 光映子（森本澄子）
- 藤田純子（和江）
- 秩父晴子（管理人）
- 荒砂ユキ（アパートの隣人）
- 園田健二（記者）
- 岡本忠行（記者）
- 江藤孝（記者）
- 大船太郎（記者）
- 高畑喜三（廷吏）
- 松原直（廷吏）
- 土田桂司（刑事）
- 高杉和宏（刑事）
- 村上記代（仲居）

### スタッフ
- 監督：渡辺祐介
- 製作：猪股尭
- 脚本：国弘威雄・渡辺祐介
- 撮影：小杉正雄
- 音楽：渡辺宙明
- 美術：森田郷平
- 録音：中村覚
- 調音：小尾幸魚
- 照明：佐久間丈彦
- 編集：寺田昭光
- 監督助手：白木慶二
- 衣裳：松竹衣裳
- 現像：東映化学

## テレビドラマ
上記の映画版を踏襲して、以下3作とも女性を被告人に設定している。

### 1979年版
「松本清張の種族同盟・湖上の偽装殺人事件」。1979年5月26日、テレビ朝日系列の「土曜ワイド劇場」枠（21:02-22:54）にて放映。視聴率18.3％（ビデオリサーチ調べ、関東地区）。
キャスト
- 杉山千鶴子：小川眞由美
- 岡橋由基子：金沢碧
- 杉山精吉：加藤嘉
- 君川行雄：下條アトム
- 若宮朋子：朝加真由美
- 阿部：川合伸旺
- 刑事：小島三児
- 北川：近藤準
- 番頭：武藤章生
- 裁判長：増田順司
- 検事：早川純一
- 若宮正道：中村竹弥
- 矢野武：高橋幸治
- 斉藤真、安田憲史、羽生昭彦、加島潤、工藤和彦、牧村襄、喜田晋平、岡本忠幸、小柴仁美、今井健太郎、城戸卓、伊藤晶子、滝坂裕二、花園さゆり

スタッフ
- 脚本：吉田剛
- 監督：井上昭
- 音楽：津島利章
- プロデュース：植野晃弘、佐々木孟
- 制作：松竹

| テレビ朝日系列 土曜ワイド劇場 | テレビ朝日系列 土曜ワイド劇場                       | テレビ朝日系列 土曜ワイド劇場                         |
| 前番組                        | 番組名                                              | 次番組                                                |
| ----------------------------- | --------------------------------------------------- | ----------------------------------------------------- |
| ピンクハンター （1979.5.19）  | 松本清張の種族同盟 湖上の偽装殺人事件 （1979.5.26） | 迷探偵コンビ危機一髪! （原作：赤川次郎） （1979.6.2） |

### 2002年版
「松本清張没後10年記念企画・黒の奔流」。2002年9月28日、テレビ朝日系列の「土曜ワイド劇場」枠（21:00-22:51）にて放映。土曜ワイド劇場25周年記念スペシャル。
キャスト
- 矢口孝（弁護士）：渡瀬恒彦
- 岡橋由基子：純名りさ
- 阿部千鶴（被告人）：さとう珠緒
- 太田敏江：茅島成美
- 菅谷刑事：誠直也
- 事務員：小倉一郎
- 杉山伸一：唐渡亮
- 千鶴の同僚：松井紀美江
- 春秋荘の番頭：片桐竜次
- 裁判長：井上高志
- 葬儀受付：伊藤正之、本村健太郎、千田孝康
- 検察官：山田明郷
- 弁護士：佐渡稔
- 吉岡刑事：古尾谷雅人
- 弁護士：皆川衆
- 夏木麗香：福地香代
- 花屋の店員：水野あや
- 小川：浅見小四郎
- テレビ番組司会者：黒田治
- ホストクラブ従業員：望月栄希
- 楠田幸司：北村総一朗
- 矢口杏子（矢口の妻）：片平なぎさ
- 大石継太、伊藤努、中山弟吾朗、桐沢晶子、田原正治、大坪佳代、森博孝

スタッフ
- 脚本：橋本綾、プロット協力：程島健
- プロデューサー：中嶋等（松竹）、佐藤凉一（テレビ朝日）、三輪祐見子（テレビ朝日）
- 監督：村田忍
- 法律監修：本村健太郎
- 撮影協力：品川インターシティ、日本交通公社、関西ペイント、BS朝日 ほか
- 音楽協力：テレビ朝日ミュージック
- 制作：松竹、テレビ朝日

| テレビ朝日系列 土曜ワイド劇場               | テレビ朝日系列 土曜ワイド劇場                   | テレビ朝日系列 土曜ワイド劇場                   |
| 前番組                                      | 番組名                                          | 次番組                                          |
| ------------------------------------------- | ----------------------------------------------- | ----------------------------------------------- |
| ラーメン刑事「龍」の殺人推理3 （2002.9.21） | 松本清張没後10年記念企画 黒の奔流 （2002.9.28） | 鉄道捜査官2 （原作：西村京太郎） （2002.10.15） |

### 2009年版
「松本清張生誕100年特別企画・黒の奔流」。2009年3月4日、テレビ東京系列の「水曜ミステリー9」枠（21:00-22:48）にて放映。衛星放送では、同年3月8日、BSジャパンの「BSミステリー」枠（21:00-22:48）にて放映。
キャスト
- 丹羽修造（弁護士）：船越英一郎
- 丹羽ひとみ（丹羽の妻）：賀来千香子
- 横山リエ（被告人）：星野真里
- 岡橋由基子（丹羽の助手）：黒谷友香
- 屋代邦和（警視庁刑事）：西村雅彦
- 二宮正樹（弁護士）：阿部力
- 楠田拓也（弁護士）：風間トオル
- 風間隆一（被害者）：金山一彦
- 新川忠志（検察官）：吉満涼太
- 日置啓吾（先輩弁護士）：鹿賀丈史
- 松本浩次：浅見小四郎
- 細江八重子：栗田よう子
- 曽根文雄：ホリベン
- 嵯峨聖子
- 杉浦大介
- 小磯勝弥
- 南雲勝郎
- 木下春樹

スタッフ
- 脚本：田子明弘
- 監督：瀧川治水
- 撮影：木村弘一
- 編集：新井孝夫
- 選曲：石井和之
- CG：北岡誠、デジデリック
- 法律監修：田川綜合法律事務所
- スタントコーディネーター：釼持誠
- 技術協力：WING-T、テクノマックス
- 美術協力：フジアール
- 企画協力：ナック、菊地実
- チーフプロデューサー：小川治（テレビ東京）
- プロデューサー：只野研治（テレビ東京）、中川順平、川島永次（ホリプロ）
- 制作協力：ホリプロ
- 制作：テレビ東京、BSジャパン

| テレビ東京系列 水曜ミステリー9              | テレビ東京系列 水曜ミステリー9                                              | テレビ東京系列 水曜ミステリー9 |
| 前番組                                      | 番組名                                                                      | 次番組                         |
| ------------------------------------------- | --------------------------------------------------------------------------- | ------------------------------ |
| 去りゆく日に （原作：高村薫） （2009.2.25） | 松本清張生誕100年特別企画 黒の奔流 （2009.3.4） 【本作まで水曜ミステリー9】 | 春さらば （2009.3.25）         |